# دنیل ادگی
دنیل ادگی (انگلیسی: Daniel Agyei؛ زادهٔ ۱۰ نوامبر ۱۹۸۹) یک بازیکن فوتبال اهل غنا است.
وی همچنین در تیم ملی فوتبال غنا بازی کرده‌است.